# 姚宣
姚宣（？—416年），五胡十六国后秦的君主姚兴的儿子。
402年，后秦天王姚兴册立昭仪张氏为皇后，封儿子姚宣为公爵。414年，姚兴病重，后秦国广平公姚弼暗地里聚集部众几千人阴谋制造叛乱。姚懿、姚谌、姚宣等都回到长安，姚兴在谘议堂召见姚宣等人。姚宣流泪直言，姚兴说：“我自己决定这事，不用你们担心。”415年，姚弼向姚兴进谗言诬陷姚宣，正好姚宣的司马权丕到长安办事，姚兴责备他不能很好地辅助引导姚宣，准备杀了他。权丕大为恐惧，也诬陷姚宣罪恶深重，以求自己被宽恕。姚兴大怒，派使节到杏城把姚宣抓入牢狱，命令姚弼带领三万人去镇守秦州。尹昭说：“广平公与皇太子关系不和，现在让他手握重兵，在外镇守，将来如果陛下一旦去世，那么国家一定就会面临危险。小不忍则乱大谋。”姚兴不听。416年，北地太守毛雍据守赵氏坞叛变，东平公姚绍把他抓获。这时姚宣镇守李闰，参军韦宗听说毛雍反叛，劝姚宣据守邢望，称王称霸。姚宣率领三万八千户居民，放弃李闰，向南去保守邢望。几个羌族部落占据李闰反叛，东平公姚绍进兵打败姚宣。姚宣前去拜见姚绍请罪，姚绍把他杀了。